# Les P'tites Poules
Pour les articles homonymes, voir Poule (homonymie).
Les P'tites Poules est une série de livres pour les enfants créée par Christian Jolibois et Christian Heinrich en 2001 et publiée aux éditions Pocket Jeunesse.
Cette série raconte  avec humour et second degré les aventures d'un poulailler au Moyen-âge.

## Personnages
- Carméla, une poule
- Pitikok, un coq originaire d'Amérique
- Carmen, fille de Carméla et Pitikok
- Carmelito, fils de Carméla et Pitikok
- Belino, un petit bélier ami de Carmelito et Carmen
- Pédro, un cormoran protecteur du poulailler
- Caruso, un vieux coq
- Coquette
- Crêtemolle
- Coquenpâte
- Coqsix
- Molédecoq
- Coqpitt
- Bangcoq
- Hucocotte
- Coquillette
- Nidouillet
- La Vilaine, la fermière
- Rat conteur
- Goupil aux Mains Rouge
- Zorra, fille de Mains Rouge
- Chat Botté
- Baba Yaga
- Princesse
- La Glu
- La Grande Duchesse
- Le Grand Duc
- Gazoduc
- Viaduc
- Aqueduc

## Publications
1. La Petite Poule qui voulait voir la mer, 2001  (ISBN 978-2266215121)
2. Un poulailler dans les étoiles, 2003  (ISBN 978-2266189736)
3. Le Jour où mon frère viendra, 2003  (ISBN 978-2266214063)
4. Nom d'une poule, on a volé le soleil !, 2004  (ISBN 978-2266259491)
5. Charivari chez les p'tites poules, 2005  (ISBN 978-2266204163)
6. Les P'tites Poules, la Bête et le Chevalier, 2005  (ISBN 978-2266199773)
7. Jean qui dort et Jean qui lit, 2006  (ISBN 978-2266233941)
8. Sauve qui poule !, 2008  (ISBN 978-2266232012)
9. Coup de foudre au poulailler, 2008  (ISBN 978-2266215138)
10. Un poule tous, tous poule un !, 2009  (ISBN 978-2266244121)
11. Pas de poules mouillées au poulailler !, 2011  (ISBN 978-2266214513)
12. Les P'tites Poules et la Grande Casserole, 2012  (ISBN 978-2266228213)
13. La Poule au bois dormant, 2014  (ISBN 978-2266215121)
14. Les P'tites Poules sur l'île de Toutégratos, 2015  (ISBN 978-2266262101)
15. Les P'tites Poules et la Cabane maléfique, 2016  (ISBN 978-2266271158)
16. Les P'tites Poules et la Famille Malpoulie, 2017  (ISBN 978-2266280655)
17. Les P'tites Poules et l’Œuf de l'Empereur, 2019  (ISBN 978-2-266-29412-6)
18. Les P'tites Poules et la Rivière qui Cocotte, Pocket Jeunesse, 2020  (ISBN 978-2-823-88090-8)
19. Un p'tit dodo au poulailler, Pocket Jeunesse, 2021  (ISBN 978-2266311045)
20. Les cocottes ont les chocottes, Pocket Jeunesse, 2022  (ISBN 978-2266311052)
21. La Fête des fous, Pocket Jeunesse, 2023  (ISBN 978-2266311069)
22. Les P'tites Poules et le Grand Bouffetout (à paraître en octobre 2025)

## Adaptation télévisuelle
Les P'tites Poules, série télévisée d'animation 3D diffusée sur France 5 dans Zouzous du 31 mai 2012 au 31 août 2012.